# Jack Lovejoy
Jack Lovejoy (Chicago, 25 novembre 1937 – Crystal Lake, 22 dicembre 2014) è stato uno scrittore di fantascienza statunitense.

## Opere
- The Rebel Witch, 1978
- Star Gods, 1979
- I superstiti del Wyoming (The Hunters, 1982)
- Creation descending, 1984
- The Second Kingdom, 1984
- The Brotherhood of Biablo, 1985
- Outworld Cats, 1994)